# Ferdinandov
Ferdinandov (německy Ferdinandsthal) je ves v okrese Liberec v Libereckém kraji v oblasti Sudet. Ferdinandov je částí města Hejnice, od jehož středu je vzdálen asi 2 km. Ves leží na rozhraní Frýdlantské pahorkatiny a Jizerských hor, mezi toky Velkého a Malého Štolpichu v nadmořské výšce 375 – 445 m.
Víska byla založena roku 1783 na pustém pozemku v odlesněné enklávě. Byla nazvána po Ferdinandovi, třetím synu tehdejšího majitele panství, hraběte Clam-Gallase. V její střední části bývala velká papírna, podle níž byl Ferdinandov nazýván z počátku „Papírová víska“.[zdroj?]

## Kultura
Minimálně v období mezi dvěma světovými válkami ve dvacátém století se v podkroví místní restaurace „Waldfrieden“ (dnes "U Cimpla") nacházel Augstenův mechanický betlém.
Na zalesněném dvojvrší zvaném na Chatkách se nalézá bývalé lesní divadlo založené roku 1914. Kousek nad ním je vyhlídková skála Poustevníkův kámen.
Na domě čp. 21 je umístěna pamětní deska s textem „Zde byl v roce 1914 naposledy spatřen Jára da Cimrman“, kterou v roce 1986 odhalovali Zdeněk Svěrák a Ladislav Smoljak. Deska je zhotovena ze zvonoviny. V místní restauraci navíc měla první čtenou zkoušku divadelní hra Dobytí severního pólu z repertoáru divadla Járy Cimrmana.

## Zajímavosti a pamětihodnosti

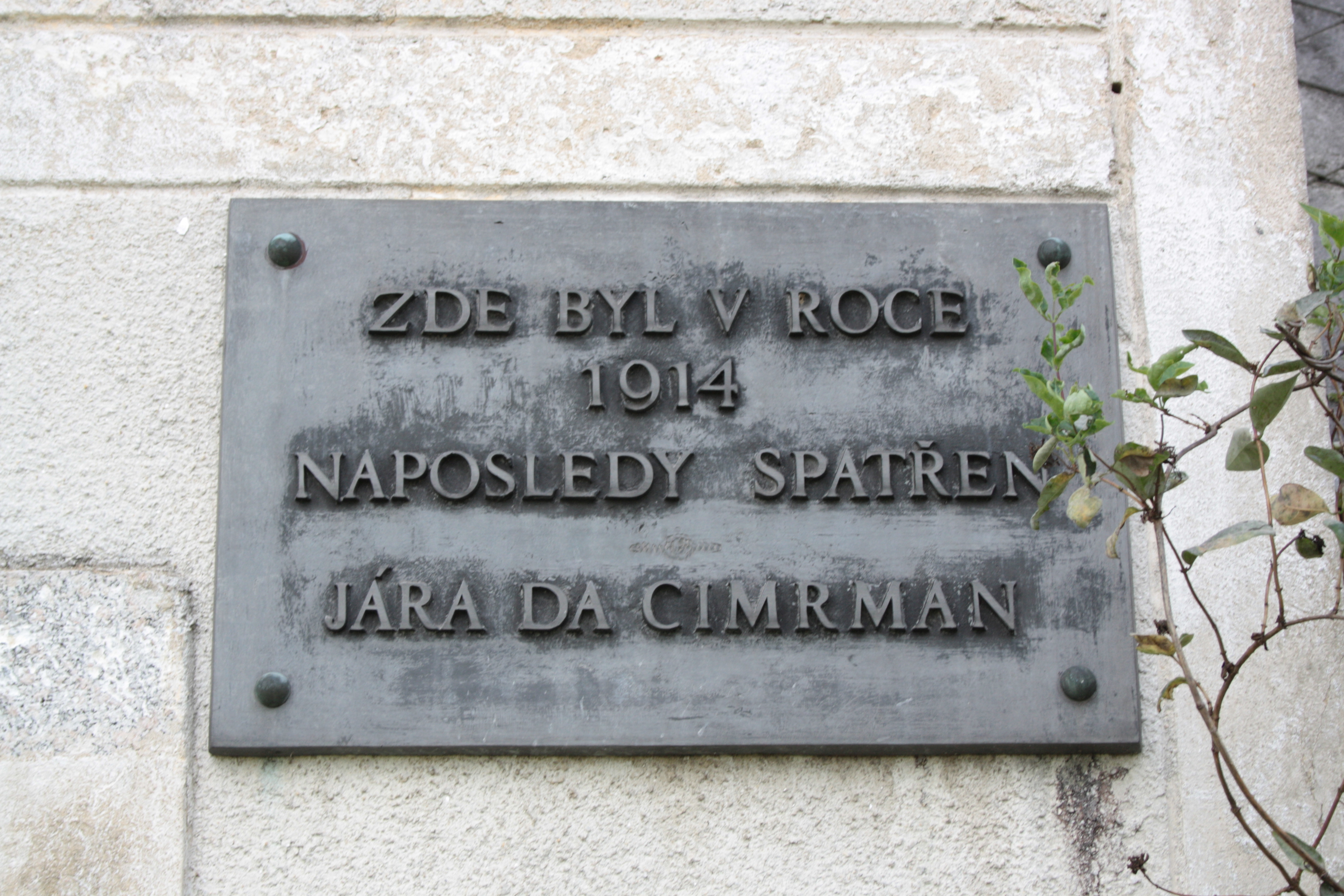
Pamětní deska Járy Cimrmana

- Arboretum Josefa Eberta původních i exotických dřevin (Ferdinandov čp. 62)
- Vodopády v blízké bývalé národní přírodní rezervaci Štolpichy (dnes NPR Jizerskohorské bučiny)
- Pamětní deska na domě č. p. 21 uvádí, že na tomto místě byl naposledy viděn fiktivní český génius Jára Cimrman.

## Hospodářství

### Papírna
Papírna byla založena 16. února roku 1783 a dostala čp 1, majitelem byl papírenský odborník Carl Schütz. Pohon strojů v papírně zajišťovala vodní síla z Velkého Štolpichu. Do továrny vedl nejdelší náhon ve vsi. Například roku 1796 podnik vyprodukoval 30 kop takzvané malé lepenky, za jejíž prodej následně utržil 52 zlatých a 30 krejcarů. V roce 1886 vlastnil areál papírny mlynář Josef Ullrich, který jej přestavil na trhárnu bavlny. Objekt však 16. 5. 1921 vyhořel a v sedmdesátých letech byl zcela zahlazen. Naproti stojí penzion Ferda, který byl továrnou na zavařovací vývěvy Rapid, ale výroba byla po válce ukončena.[zdroj?]

### Vodní díla
Zdejší mlýn na řece Smědé fungoval od roku 1846, kdy na něm působil Franz Neumann. Ten možná mlýn i postavil, ale záznamy o tom nejsou. O rok později začal ve mlýně působit Josef Bergmann. Ten zde však dlouho nevydržel, neb v následujícím roce je jako mlynář uváděn Ferdinand Vogt. Roku 1899 mlýn vyhořel, leč byl rychle obnoven a sloužil dále svému původnímu účelu i krátce po druhé světové válce. Na začátku 21. století je náhon mlýna upraven a objekt bude sloužit k výrobě elektrické energie.
Další mlýn stával na potoce Štolpich. V roce 1871 jej pravděpodobně postavil Ignaz Klause. Toho v hospodaření posléze vystřídal Ferdinand Schindler, jenž objekt roku 1880 rozšířil ještě o pekárnu. Posledním mlynářem zde byl Rudolf Lenkert a po druhé světové válce v mlýně bydlela rodina Chráskových.
Velký Štolpich byl významným zdrojem vodní energie. V obci bylo postaveno devět vodních děl, která přepouštěla vodu z jedné výroby do druhé.[zdroj?] První byla na horním konci trhárna textilu, voda z ní proudila naproti do náhonu horní pily,[zdroj?] z ní voda roztáčela turbínu papírny, přeběhla řečiště do naproti stojící textilky,[zdroj?] od ní opět přebíhá na druhou stranu roztočit kolo na pile.[zdroj?] Pod pilou vtekla na druhé straně do nejdelšího náhonu v obci a na jeho konci roztáčí turbínu v čp 1.[zdroj?] Hned pod ním voda vtekla do náhonu zmíněného mlýna a roztáčí jeho kolo.[zdroj?] O něco později proudila do spodní papírny a i tam roztáčí stroje.[zdroj?] Když papírnu opustí, spojí se s hlavním tokem a na konci obce pohání kola brusírny.[zdroj?] V plánu bylo ještě pod touto továrnou postavit pilu, ale byl zbudován pouze náhon a jáma pro vodní kolo.[zdroj?] Těsně před započetím první světové války přichází do obce továrník Franz Hanisch s rodinou. Tato rodina se zasloužila o velký hospodářský růst Ferdinandova.[zdroj?] V meziválečném období vlastní v obci dvě textilky, dva nájemní domy, tři vily, textilní obchod a domek pod horní továrnou.[zdroj?] Pro tak velkou výrobu bylo potřeba velké množství vody a tak Franz Hanisch vybudoval nad obcí vodní dílo a náhonem propojil Malý a Velký Štolpich. Po skončení druhé světové války, když Hejnice a okolí obsadila revoluční garda ze Skutče, byl rodině Hanischových zabaven veškerý majetek a byli vyhnáni ze svých domovů. Franz Hanisch tuto křivdu neunesl a před nastoupením do transportu spáchal u svého vodního díla sebevraždu.[zdroj?] Pochován je na ferdinandovském hřbitově v neoznačeném hrobu.[zdroj?]

## Doprava
Ferdinandovem neprochází žádná železniční trať. Nejbližší prochází Hejnicemi, pod které Ferdinandov spadá. Je to jednokolejná neelektrifikovaná trať číslo 038, spojující Raspenavu s Bílým Potokem, na které zde leží zastávka pojmenovaná po městě.
Silniční dopravu sem přivádí pozemní komunikace číslo III/29016, která začíná v Hejnicích na křižovatce u Riedlova domu (čp. 175) a pokračuje kolem místní baziliky Navštívení Panny Marie, přes památkově chráněný kamenný most až do Ferdinandova, kde končí na úpatí vrcholů Ořešníku a Ptačích kup.